# Milutin Ivković
Milutin Ivković (em sérvio: Mилутин Ивкoвић; Belgrado, 1 de março de 1906 – Jajinci, 23 de maio de 1943) foi um futebolista iugoslavo. Ele competiu na Copa do Mundo de 1930, sediada no Uruguai, na qual a Iugoslávia terminou na quarta colocação dentre os treze participantes. Após votação, ficou entre os jogadores que formaram o all star time FIFA da Copa do Mundo FIFA de 1930.